# Keeril Makan
Keeril Makan (* 1972 in New Jersey) ist ein US-amerikanischer Komponist und Musikpädagoge.
Der Sohn südafrikanisch-indischer und russisch-jüdischer Einwanderer studierte nach einer Violinausbildung Komposition am Oberlin College. Er setzte das Kompositionsstudium an der University of California, Berkeley fort. Außerdem studierte er als Fulbright-Stipendiat ein Jahr an der Sibelius-Akademie in Helsinki und als Empfänger des George Ladd Prix de Paris der University of California zwei Jahre in Paris. Er unterrichtet als Professor für Musik am Massachusetts Institute of Technology.
Makan erhielt u. a. Kompositionsaufträge des Ensembles für Neue Musik Bang on a Can All-Stars, des American Composers Orchestra, der Harvard Musical Association und der Carnegie Hall. Seine Werke wurden von Ensembles und Musikern wie die Chamber Music Society of Lincoln Center, das International Contemporary Ensemble, das Scharoun Ensemble Berlin, das Argento Chamber Ensemble, das Nouvel Ensemble Moderne, das Sonar Quartett, das Del Sol Quartet, das Ensemble Nuova Consonanza, das New Juilliard Ensemble, den Perkussionisten David Shively, den Gitarristen Seth Josel und die Pianisten Bruce Levingston und Ivan Ilić aufgeführt.
Neben Preisen der American Academy of Arts and Letters, der Fromm Foundation, der Gerbode Foundation, der Hewlett Foundation, Meet the Composer, des Aaron Copland House, des Utah Arts Festival und der ASCAP erhielt Makan 2008 den Luciano Berio Rome Prize der American Academy in Rome. Unter dem Titel In Sound erschien eine vom Kronos Quartet und dem Paul Dresher Ensemble eingespielte CD mit Werken Makans, eine weitere mit Aufnahmen des Ensembles Either/Or, der California E.A.R. Unit und der Sopranistin Laurie Rubin erschien unter dem Titel Target.

## Werke
- Cut für Streichquartett, 1998
- Broken Thoughts für MIDI-Klavier und Elektronik, 1998
- 2 für Violine und Perkussion, 1999
- Shards für 13 Spieler, 1999
- Solace für zwei Klaviere, 1999
- Break für Klarinette, Trompete, Posaune, Klavier und Kontrabass, 2000
- bleed through für Bassklarinette, Perkussion, elektrische Gitarre, Klavier, Cello und Kontrabass, 2001
- Braid, Klavierquartett, 2002
- tear, Streichquartett, 2002
- Zones d'accord für Cello und Tänzer, 2002
- Threads für Bassklarinette, elektrische Gitarre, Violine, elektronisches Keyboard, elektronisches Glockenspiel und elektronisches Schlagzeug, 2003
- The Noise between Thoughts, Streichquartett, 2003
- Target für Sopran, Klarinette, Perkussion, Violine und Cello, Text von Jena Osman, 2004
- Static Rising für Perkussion und Streichquartett, 2005
- Voice within Voice für Baritonsaxophon und Bassklarinette, 2005
- Violent Momentum für Klarinette, Viola, Perkussion und Tänzer, 2005
- Husk für Flöte, Oboe und Harfe, 2006
- Still für Violine, Viola und Kammerorchester, 2006
- Gather für Perkussionstrio, 2007
- Washed by Fire, Streichquartett, 2007
- Afterglow für Klavier, 2007
- Mu für Violine, 2007
- Resonance Alloy für Perkussion, 2008
- Mercury Songbirds für Altflöte, Klarinette, Perkussion, Klavier, Violine und Cello, 2008
- Three Surreal Shorts für Klavier, 2008
- Dream Lightly für elektrische Gitarre und Orchester, 2008

## Weblink
- Homepage von Keeril Makan